# Fanny Hornischer
Fanny Hornischer (* 20. März 1845 in Wien; † 26. Februar 1911 ebenda) war eine österreichische Volkssängerin. Gelegentlich wird sie auch unter der Schreibweise Fanni Hornischer geführt.

## Leben
Fanny Hornischer wurde am 20. März 1845 als Tochter des Anton Hornischer und seiner Frau Klara, geb. Delapina, in Wien geboren. Ihren ersten öffentlichen Auftritt hatte sie am 18. Oktober 1868 im Saal Beim großen Zeisig in der Burggasse 2 im siebenten Wiener Gemeindebezirk Neubau, wobei sie als Nachfolgerin der berühmten Antonie Mansfeld in Erscheinung trat. Hierbei gewann sie vor allem mit dem Lied Ach wenn es nur immer so bliebe die Sympathien des Publikums und trat daraufhin jahrelang in diversen, vornehmlich Wiener Lokalitäten auf. Die als attraktive und elegante Erscheinung beschriebene Hornischer verfügte jedoch über kein außerordentliches Stimmtalent, fiel aber vor allem durch ihren wienerisch-volkstümlichen Vortrag mit oftmals kräftigen Pointen mit einer gewissen Schärfe auf. Zu ihrem Repertoire zählten neben dem Lied Ach wenn es nur immer so bliebe unter anderem auch noch Lieder wie Ein Aufmischer von der Hornischer, Die Stelle, wo ich sterblich bin oder Net schön, aber guat. Zum Höhepunkt ihrer Karriere wurde sie zu den ersten Soireen Wiens eingeladen, musste sich aber mit fortschreitendem Alter mit einfacheren Lokalitäten begnügen. Zu ihrer Gesellschaft gehörten lange Jahre die beiden Volkssänger Wenzel Seidl (der rote Seidl) und Jakob Binder (der blade Binder). Ihre Texte verfassten unter anderem Schreiber wie Gustav Schöpl oder diverse andere. 
Am 23. Februar 1876 heiratete Hornischer den ehemaligen k.k. Oberleutnant Karl Georg Bauer, von dem sie sich später wieder trennte. Nachdem sie sich aus dem künstlerischen Leben zurückgezogen hatte, führte sie einen Zuckerlladen in der Hofmühlgasse 21 im sechsten Wiener Gemeindebezirk Mariahilf. Im Gegensatz zu vielen ihrer Kolleginnen lebte sie dabei in halbwegs gesicherten Umständen und konnte bis zu ihrem Tod von dem in ihrem Laden erwirtschafteten Geld leben. Am 26. Februar 1911 verstarb Fanny Hornischer, die auch als große Wohltäterin der Armen galt, im Alter von 65 Jahren im Kaiserin-Elisabeth-Spital in der Huglgasse 1–3 im 15. Wiener Gemeindebezirk Rudolfsheim-Fünfhaus.